# 236111 Wolfgangbüttner
236111 Wolfgangbüttner è un asteroide della fascia principale. Scoperto nel 2005, presenta un'orbita caratterizzata da un semiasse maggiore pari a 2,1723037 UA e da un'eccentricità di 0,1722290, inclinata di 5,77934° rispetto all'eclittica.